# Björn Sanzen
Björn Sanzen – szwedzki brydżysta, European Champion w kategorii Seniors (EBL).

## Wyniki brydżowe

### Zawody europejskie
W europejskich zawodach zdobył następujące lokaty:
| Zawody europejskie. Konkurencja teamów | Zawody europejskie. Konkurencja teamów | Zawody europejskie. Konkurencja teamów   | Zawody europejskie. Konkurencja teamów | Zawody europejskie. Konkurencja teamów | Zawody europejskie. Konkurencja teamów |
| Rok                                    | Miejsce                                | Zawody                                   | Kategoria                              | Drużyna                                | Pozycja                                |
| -------------------------------------- | -------------------------------------- | ---------------------------------------- | -------------------------------------- | -------------------------------------- | -------------------------------------- |
| 2013                                   | Ostenda                                | 6. Otwarte Mistrzostwa Europy            | Seniorzy                               | Lavec                                  | 1                                      |
| 2012                                   | Dublin                                 | 51. Mistrzostwa Europy Teamów            | Seniorzy                               | Sweden                                 | 11                                     |
| 2003                                   | Mentona                                | 1. Otwarte Mistrzostwa Europy            | Open                                   | Dieden                                 | 33                                     |
| 1976                                   | Lund                                   | 5. Młodzieżowe Mistrzostwa Europy Teamów | Juniorzy                               | Sweden                                 | 2                                      |
| 1974                                   | Kopenhaga                              | 4. Młodzieżowe Mistrzostwa Europy Teamów | Juniorzy                               | Sweden                                 | 1                                      |

| Zawody europejskie. Konkurencja par | Zawody europejskie. Konkurencja par | Zawody europejskie. Konkurencja par | Zawody europejskie. Konkurencja par | Zawody europejskie. Konkurencja par | Zawody europejskie. Konkurencja par |
| Rok                                 | Miejsce                             | Zawody                              | Kategoria                           | Partner                             | Pozycja                             |
| ----------------------------------- | ----------------------------------- | ----------------------------------- | ----------------------------------- | ----------------------------------- | ----------------------------------- |
| 2003                                | Mentona                             | 1. Otwarte Mistrzostwa Europy       | Open                                | Leif Bjorkman                       | 253                                 |
| 1993                                | Bielefeld                           | 7. Mistrzostwa Europy Par           | Open                                | Ulf Nilsson                         | 48                                  |

## Klasyfikacja
- Björn Sanzen – klasyfikacja WBF (ang.)
- Björn Sanzen – klasyfikacja EBL (ang.)